# ألكيسي بيتروفيتش
تسارفيتش ألكيسي بيتروفيتش (28 فبراير 1690 - 7 يوليو 1718)؛ كان تسارفيتش "لقب ولي العهد الروسي آنذاك"، فهو الابن البكر ووريث بطرس الأكبر إمبراطور روسيا وزوجته الأولى يفدوكيا لوبوشينا، توفي قبل والده بسبب معارضته له في 1718، وفضلاً عن ذلك هو والد القيصر بطرس الثاني.

## السيرة الذاتية
ولد ألكيسي في موسكو عاصمة روسيا القيصرية آنذاك، تربى ألكيسي على يد والدته المتدينة وبسبب رحلات والده وميوله نحو الغرب، حمل ألكيسي الكراهية والحقد نحوه وخاصةً بعد إبعاد والدته عنه نحو الدير؛ بذلك أصبح محاطاً بمعلمين أجانب الذين درسوه التاريخ والجغرافيا والرياضيات والفرنسية.
منذ 1703 التحق ألكيسي بالجيش في فوج سلاح مدفعية، وأيضا كان حاضراً أثناء حصار نارفا، في هذه الفترة توقع منه الكثيرون أن يكون لديه قدرات عالية، إلا أن كان لديه ميول قوي نحو علم الآثار والإكليسلوجيا، ومع ذلك تمنى القيصر بطرس الأكبر من ابنه ووريثه أن يكرس نفسه لخدمة روسيا الجديدة، بحيث طالب منه العمل المتواصل من أجل الحفاظ على ثروة روسيا وقوتها الجديدة؛ لذلك كانت العلاقة بين الأب والابن مؤلمة بعيدة عن عواطف الشخصية، ومع ذلك من سوء الحظ بالنسبة لألكيسي أن والده ينبغي أن يكون مشغولاً للغاية مع ذلك مازال يتبعه بالاستمرار، مما ترك بعض بويار الرجعيين والكهنة أن يشجعوه على الكره، وأيضا رغباتهم في وفاته.
في 1708 أرسل بيتر ابنه ألكيسي إلى سمولينسك لجمع الطعام والجنود، ثم إلى موسكو لتحصينها ضد كارل الثاني عشر ملك السويد، وفي نهاية 1709 أُرسل إلى درسدن لإنهاء تعليمه في الفرنسية والألمانية والرياضيات والغناء، وبعد إنهاء تعليمه أصبح متزوجاً من الدوقة شارلوت كريستين من براونشفايغ-فولفنبوتل الابنة الثانية لـ لودفيغ رودولف أمير بلانكنبورغ في ذاك الوقت (لاحقاً دوق براونشفايغ-فولفنبوتل)، الدوقة أيضا كانت في ذاك الوقت تلتقى تعاليمها في درسدن في بلاط ناخب ساكسونيا، كانت خطة الزواج هذه جيدة بالنسبة للقيصر لأنها تعتبر شقيقة الصغرى لزوجة أرشيدوق النمسا مما سيكتسبه حلفاء جدد ضد حربه مع العثمانيين.
مع زواجه استطعت زوجته الحفاظ على مذهبها اللوثري وبالمقابل سيتم تربية أبنائهم على الأرثوذكسية الروسية، على الرغم من حب بعضهم البعض في البداية، وأيضا كسب العاطفة القيصر، سار الزواج بشكل جيد خلال ستة أشهر الأولى، ولكنه سار بشكل سيء بعد معاملته السيئة لها وأيضا شربه للكحول بالاستمرار، وقام بتجاهلها في الأماكن العامة.
مع ذلك انتقل إلى تورون بأوامر من والده لإشراف على القوات الروسية في بولندا طوال اثني عشر شهر التالية ظل في حالة مستمرة من التنقل، على الرغم من أنها استطعت أن تلحقه إلى تورون في أواخر 1712، إلا أن أمر الإمبراطوري أجبره للرحيل مع الجيش نحو بوميرانيا، وفي خريف نفس العام أجبر على مرافقة والده في جولة تفتيشية في فنلندا.
ولكن مع ولادة ابنته ناتاليا في 1714 (توفيت في 1728) التي سميت تكريماً لجدته "والدة القيصر بطرس الأكبر"، أحضر ألكيسي عشيقته الفنليدية أفروسينيا للعيش معه في القصر، ومع ذلك فور عودته من فنلندا أرسله والده مرة أُخرى إلى ستارايا روسا وبحيرة لادوغا لرؤية بناء السفن الجديدة كانت هذه آخر مهمة توكل إليه، ولأن بطرس لم يكن راضياً عن أداء ابنه وافتقاره للحماس كما كان هو خلال عمره مع الأجانب، فبذل جهداً أخيراً لاستعادة لابنه، فمع 11 أكتوبر 1715 توفيت زوجته البروتستانتية بعد ولادة ابنه والوريث من بعده في المستقبل الإمبراطور بطرس الثاني، وجه إليه والده في اليوم الجنازة بلاغ شديد اللهجة بحيث حثه على الاهتمام بشؤون الدولة، وأيضا هدد استنكاره إذا لم يذعن لأوامره، ومع ذلك كتب رداً تافهاً إلى والده وأيضا عرض عليه تخلي عن الخلافة لصالح ابنه الرضيع، وافق القيصر بطرس على الشرط، بالمقابل أن يترك القصر ويصبح راهباً.
بينما كان يفكر تسارفيتش في الخيارات، ففي 26 أغسطس 1716 كتب القيصر من الخارج في حث ابنه إذا كان يريد البقاء على رأس ولاية العهد أن ينضم إليه في الجيش دون تأخير، بدلاً من مواجهة المحنة، فر ألكيسي نحو فيينا واضعاً نفسه تحت حماية صهره الإمبراطور كارل السادس الذي أرسله بالسلامة إلى حصن إرنبيرغ التيرولي بالقرب من روته، وأخيراً إلى قلعة سانت إلمو في نابولي وكانت ترافقه طوال الرحلة عشيقته أفروسينيا، مع ذلك الإمبراطور شعر بتعاطف مع ألكيسي، الذي اشتباه في أن بطرس أراد قتل ابنه، بحيث كان هذا واضح من خلال رسالته السرية إلى قريبه جورج الأول ملك بريطانيا العظمى الذي أراد استشاره في هذا الموضوع الحساس، ومع ذلك شعر القيصر بطرس بالإهانة من فرار ابنه نحو الإمبراطور أجنبي وأشعر بالعار والفضيحة وكان لابد من إعادته إلى روسيا بأي ثمن.

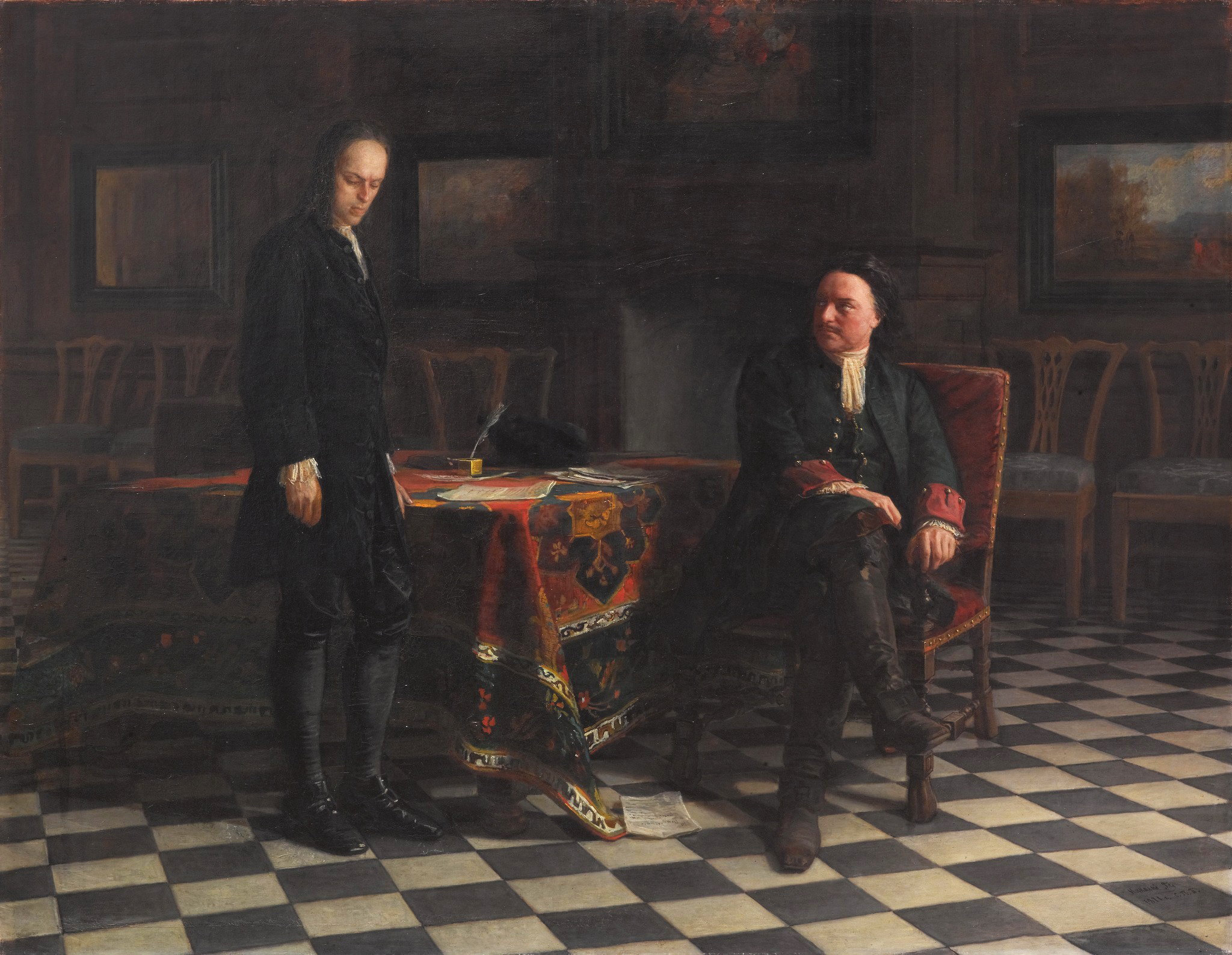
استجواب تسارفيتش ألكيسي من قبل والده القيصر بطرس في بيترهوف، في بوتريه تاريخي من قبل نيكولاي غي في 1871؛ موجود في متحف غاليري تريتياكوف، موسكو.

ومع ذلك بفضل سلسلة من جواسيس والده تم العثور عليه وأيضا إقناعه بالعودة، وافق ألكيسي على العودة بشرط إعفاء والده عن معاقبته وأيضا اعتزاز به كابنه والسماح له بالعيش في ممتلكاته بالهدوء وزواج من عشيقته أفروسينيا، ومع 31 يناير 1718 وصل ألكيسي إلى العاصمة القديمة موسكو تاركاً وراءه أفروسينيا، إلا أن القيصر قرر مسبقاً إنشاء محكمة تفتيشية للبحث عن سر فراره، بحيث اتهمه بالتآمر ضده، وفي 18 فبراير انتزاع عنه بعض اعترافات التي ورطت معظم أصدقائه، ثم أعلن علناً عن تنازله عن ولاية العهد لصالح لابنه، إلا أنه تعرض للتعذيب طوال مدة حبسه.
وأيضا تزامناً مع ذلك تم جر والدته يفدوكيا لوبوشينا من الدير ومسالتها عن تورطها في حالة زنا مزعومة لاحقاً تم تعذيب وقتل المتورطين جميعاً، ومع وصول عشيقته في أبريل 1718 تم انتزاع منها اعترافات أيضا، ومع ذلك رغم كل الأدلة لم يكن هناك حقائق يمكن مواصلتها إلا أنه تمنى وفاة لوالده، وبذلك أصبح في نظر والده خائناً ولابد من إدانته، وفي اللحظة الأخيرة تم تمرير القضية إلى مجلس كبير يضم الأساقفة وأعضاء مجلس الشيوخ والوزراء وغيرهم من الشخصيات الهامة في 13 يونيو 1718، وقد أعلن رجال الدين استنصألهم من ألكيسي، بذلك ترك رجال الدين قرار إلى القيصر نفسه.
وفي ظهيرة 24 يونيو أعلن كبار شخصيات هم 126 عضواً من مجلس الشيوخ والقضاة الذين شكلوا أعضاء المحكمة أن ألكيسي مذنب وتم إدانته بالإعدام، ففي 19 يونيو تعرض لخمسة والعشرين جلدة مما أدى لتعرضه إلى سكتة دماغية وبعد ذلك في 24 يونيو أيضا، توفي ألكيسي في 26 يونيو في حصن بطرس وبولس بـ سان بطرسبورغ بعد يومين من حكم مجلس الشيوخ عليه بالإعدام بسبب تآمره ضد والده وأيضا عن آماله في التعاون مع عامة الشعب ودعم المسلح من صهر إمبراطور النمسا.
أخيراً والده توفي في 1725 عن عمر يناهز 52 عاماً، وخلفته زوجته الثانية ايكاترينا الأولى التي توفيت هي الأخرى في 1727، وخلفها ابنه بطرس الثاني سرعان ما قام باسترجاع حقوق والدته يفدوكيا حيث قام إرجاعها إلى موسكو تمكنت من حفاظ على إدارة أحد الأديرة هُناك حتى توفيت في 1731، ومع ذلك ابنه توفي أيضا بعد ثلاثة أعوام من الحكم في 1730 بسبب الجدري كان آخر ذكر في سلالة رومانوف المباشر، في حين عشيقته أفروسينيا تم الإفراج عنها بعد وفاته وسمح لها بالحفاظ على معظم ممتلكاته، وأيضا تزوجت من أحد ضباط حراس في سان بطرسبورغ وتوفيت في 1748.

## روابط خارجية
- ألكيسي بيتروفيتش على موقع الموسوعة البريطانية (الإنجليزية)